# Universidade de Indiana em Bloomington
A Universidade de Indiana Bloomington (IU Bloomington, Indiana University, IU, IUB ou Indiana) é uma universidade pública de pesquisa em Bloomington, Indiana, Estados Unidos. É o campus principal da Universidade de Indiana e seu maior campus, com mais de 48.000 alunos.
A Universidade de Indiana é membro da Associação de Universidades Americanas e está classificada entre "R1: Universidades de Doutorado – Atividade de pesquisa muito alta".
As equipes esportivas de Indiana competem na Divisão I da NCAA e são conhecidas como Indiana Hoosiers. A universidade é membro da Big Ten Conference. Os títulos conquistados pelas equipes incluem oito pelo time de futebol masculino dos Hoosiers, um recorde de seis títulos consecutivos na natação e saltos ornamentais masculinos, cinco pelo time de basquete Indiana Hoosiers, três no cross country masculino, um no atletismo masculino e um na luta livre.

## História

### Século XIX
O governo estadual de Indiana em Corydon estabeleceu a Universidade de Indiana em 20 de janeiro de 1820, como o "Seminário Estadual". A construção começou em 1822 no que hoje é chamado de Seminary Square Park, perto do cruzamento da Second Street com a College Avenue. As aulas começaram em 4 de abril de 1825. O primeiro professor foi Baynard Rush Hall, um ministro presbiteriano que lecionou todas as aulas entre 1825 e 1827. Hall era um classicista que se concentrava no grego e no latim e acreditava que o estudo da filosofia e das línguas clássicas constituía a base da melhor educação. 
O primeiro presidente da universidade foi Andrew Wiley, em 1829, quando a Assembleia Geral mudou o nome da escola para “Indian College”. O nome atual da universidade foi adotado em 1838. A morte do presidente Wiley em 1851 marcou o fim do primeiro período de desenvolvimento da universidade. As mudanças seguintes só ocorreram em 1885, quando o biólogo David Starr Jordan se tornou presidente.
Em 1867, Sarah Morrison foi a primeira mulher a se tornar aluna da universidade e, em 1873, ela se tornou a primeira professora mulher.
Em 1883, a universidade concedeu seu primeiro título de doutorado e também realizou a primeira partida esportiva interuniversitária (de beisebol). No entanto, nesse ano, o campus da universidade, localizado em seu local original no centro da cidade de Bloomington, foi totalmente destruído por um incêndio. Em vez de reconstruir os edifícios, como aconteceu após alguns outros incidentes, foi tomada a decisão de construir um novo campus na parte leste da cidade, o que ocorreu entre 1884 e 1908.

### Século XX

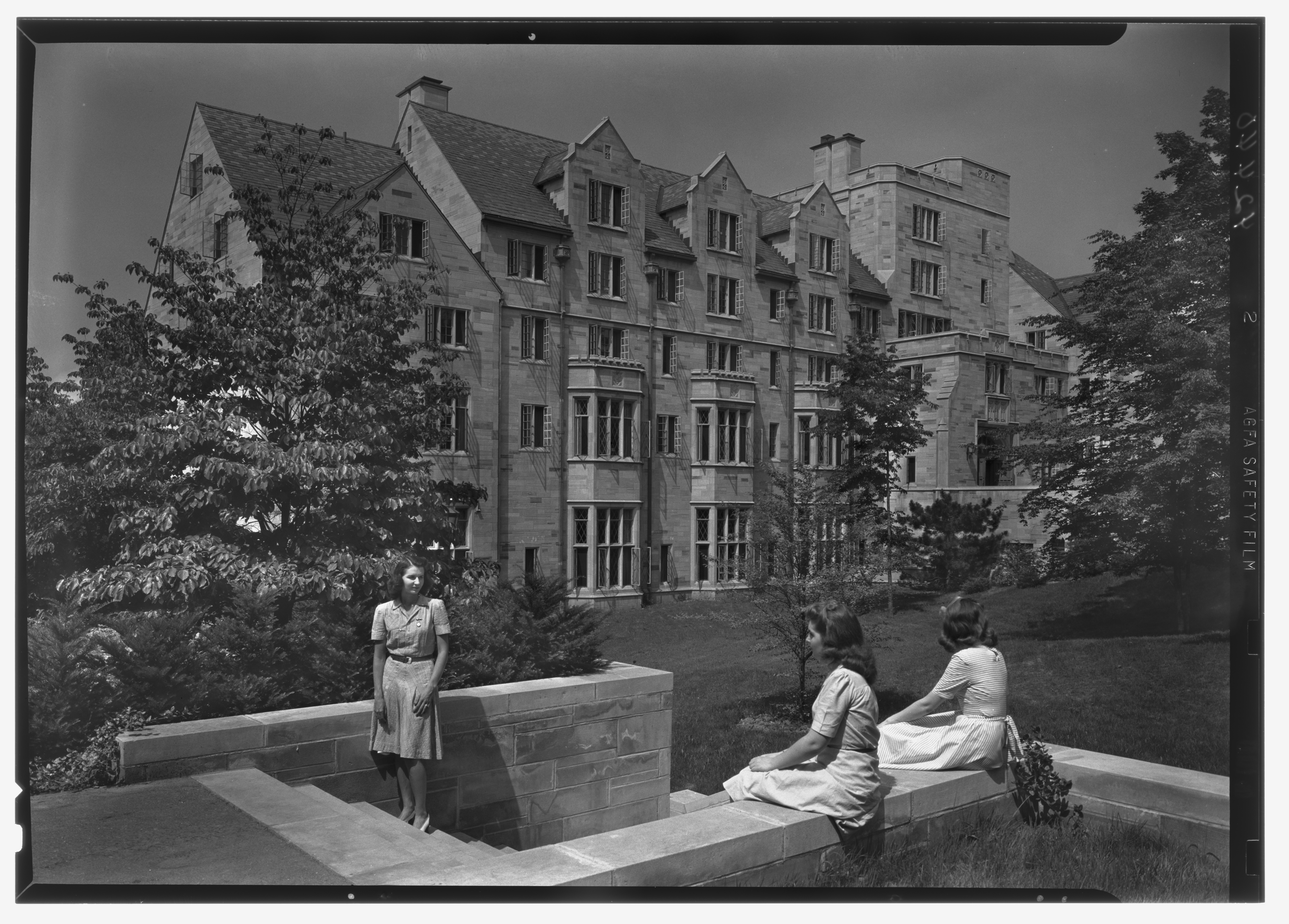
Morrison Hall em junho de 1942

A primeira filial da universidade fora de Bloomington foi inaugurada em 1916, em Indianápolis. Em 1920, foram instituídas a escola de música e de finanças. O primeiro escritório de extensão da IU foi aberto em Indianápolis em 1916. Na década de 1940, a Universidade de Indiana abriu campi de extensão em Kokomo e Fort Wayne. O Instituto Kinsey para pesquisa sexual foi inaugurado em 1947.
Durante a Grande Depressão, a Universidade de Indiana se saiu muito melhor do que a maioria das escolas estaduais graças ao empreendedorismo do presidente Herman Wells. Seu objetivo era construir uma escola de música de nível internacional, substituindo instalações dilapidadas. Como resultado desses esforços, a Works Progress Administration (WPA) construiu uma das melhores instalações do país e houve a abertura de uma campanha de arrecadação de fundos em grande escala entre ex-alunos e a comunidade empresarial.

### Século XXI
Em abril de 2002, milhares de estudantes e funcionários da IU, juntamente com moradores de Bloomington, se revoltaram no campus da universidade antes de se fundirem em quarteirões adjacentes da cidade depois que o time de basquete masculino da IU perdeu o jogo do campeonato de basquete da NCAA para o Universidade Maryland Terrapins. Pelo menos 45 pessoas foram presas durante o motim. 
Em novembro de 2023, o tesoureiro do governo estudantil da Universidade de Indiana, Alex Kaswan, e o codiretor do DEI, Makiah Pickett, renunciaram após acusar outros membros da liderança do governo estudantil de antissemitismo e de não representarem o todo cultural do corpo estudantil. Após tomar conhecimento das acusações e renúncias, o representante dos EUA, Jim Banks, enviou uma carta à presidente da universidade, Pamela Whitten, denunciando tal conduta, identificando-a como uma violação da Lei dos Direitos Civis de 1964 e ameaçou a continuidade do financiamento federal para a universidade se a conduta fosse tolerada pela administração da universidade.
Também em novembro de 2023, a universidade atraiu a atenção nacional quando proibiu um membro do corpo docente de lecionar após alegar que ele auxiliou indevidamente o Comitê de Solidariedade Palestina, um grupo estudantil, na reserva de um espaço no campus.  Os eventos ocorreram após o ataque liderado pelo Hamas a Israel em 7 de outubro de 2023 e na esteira da atenção nacional sobre o suposto antissemitismo em campi de faculdades e universidades. Elas também ocorreram em meio a mudanças nas leis de Indiana que alguns perceberam como um ataque à liberdade acadêmica.

## Campus

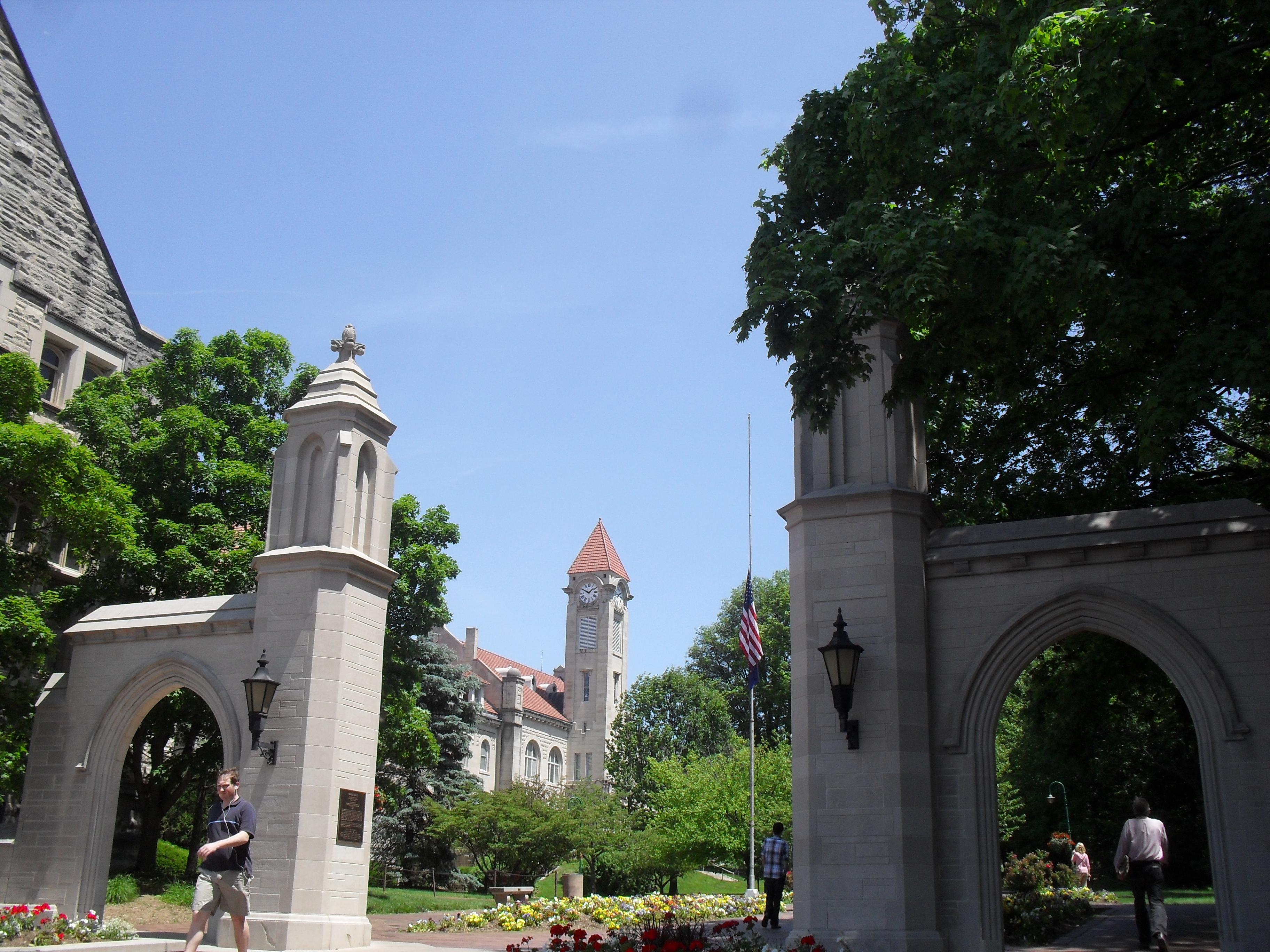
Entrada principal do campus Bloomington da Universidade de Indiana

O campus Bloomington da Universidade de Indiana, com 7.8 km2   inclui abundantes espaços verdes e edifícios históricos que datam da reconstrução da universidade no final do século XIX. O campus fica sobre um leito de calcário de Indiana.
Uma seção do Clear Creek de Bloomington, era anteriormente chamada de "Rio Jordan" em homenagem a David Starr Jordan, darwinista, ictiólogo, presidente da IU e, mais tarde, da Universidade de Stanford. O nome foi alterado em 2020 devido ao apoio de Jordan à eugenia se tornar amplamente conhecido.
Bloomington foi classificada como a 5ª melhor cidade para a geração Y educada pela Business Insider.

## Estrutura
A Universidade de Indiana Bloomington é composta por 14 faculdades e escolas:
- Faculdade de Artes e Ciências
- Escola de Música Jacobs
- Escola de Negócios Kelly
- Faculdade de Direito Meyer
- Escola pedagógica
- Escola de Saúde, Educação Física e Recreação
- Escola de Informática e Ciência da Computação
- Escola de jornalismo
- Escola de Biblioteconomia e Ciência da Informação
- Escola de Enfermagem
- Escola de Optometria
- Escola de Problemas Sociais e Ambientais
- Escola de Serviço Social
- Escola Universitária Superior

## Corpo docente e ex-alunos notáveis

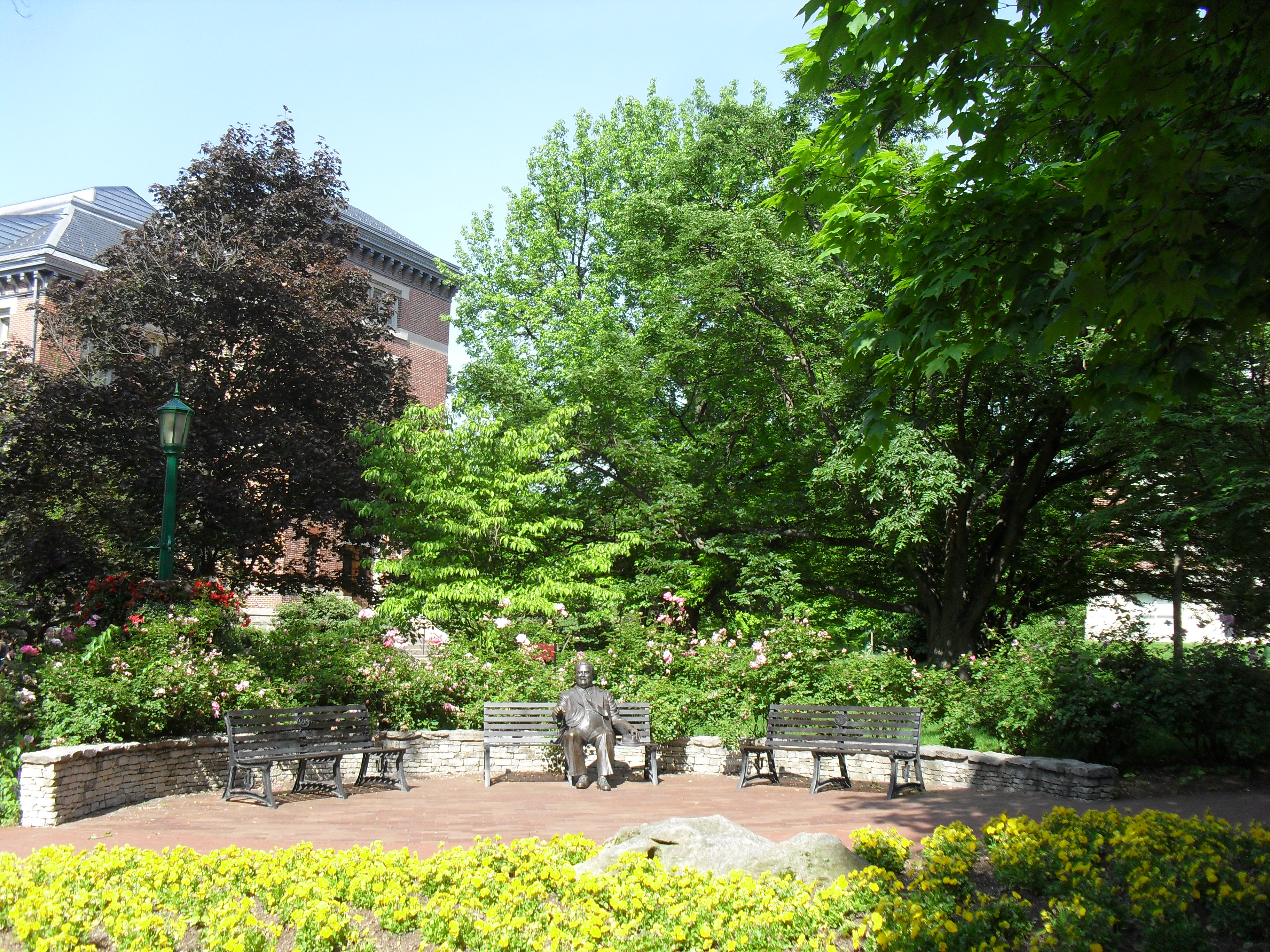
Estátua de Herman B. Wells

O corpo docente atual inclui o cientista cognitivo Douglas Hofstadter, o matemático Russell Lyons, o violinista Joshua Bell e o pianista André Watts. O corpo docente e ex-alunos notáveis do passado de Indiana incluem Hermann Joseph Muller, pioneiro geneticista de radiação e vencedor do Prêmio Nobel de 1946; James Watson, co-descobridor da estrutura de dupla hélice do DNA e participante do Prêmio Nobel de 1962; Salvador Luria, biólogo molecular e co-vencedor do Prêmio Nobel de 1969; o líder político e folclorista tuaregue Mano Dayak ; Jimmy Wales, cofundador da Wikipedia ; Robert Gates, o 22º Secretário de Defesa dos Estados Unidos ; o ex-CEO da Disney, Bob Chapek ; Jeri Taylor, roteirista e co-criador de Star Trek: Voyager ; a premiada autora Suzanne Collins, que escreveu a série Jogos Vorazes ; o compositor e letrista Hoagy Carmichael ; John Chambers, ex-CEO da Cisco Systems ; o ator indiano Ranveer Singh ; o matemático Max August Zorn ; o sexólogo Alfred Kinsey ; o poeta Yusef Komunyakaa ; e o investidor bilionário Mark Cuban.